# Ileana Salvador
Ileana Salvador (* 16. Januar 1962 in Noale) ist eine ehemalige italienische Geherin. Die 1,63 m große und in ihrer Wettkampfzeit 52 kg schwere Salvador gewann von 1989 bis 1993 acht Medaillen bei internationalen Meisterschaften, sechs davon im Hallengehen.

## Karriere
Bei den Leichtathletik-Halleneuropameisterschaften 1989 in Den Haag gewann sie über 3000 Meter Silber hinter Beate Anders. Bei den Hallenweltmeisterschaften 1989 in Budapest wurde sie Dritte hinter der Australierin Kerry Saxby und Anders; Saxby gewann mit neuer Hallenweltbestleistung. Im Jahr darauf wurde Salvador bei den Halleneuropameisterschaften in Glasgow erneut Zweite hinter Anders und lag im Ziel knapp vor ihrer Landsfrau Annarita Sidoti. Bei den Leichtathletik-Europameisterschaften in Split ging über 10 km Sidoti vor Olga Kardopolzewa über die Ziellinie, und Salvador gewann nach 44:38 min die Bronzemedaille.
Bei den Hallenweltmeisterschaften 1991 in Sevilla gewann Anders vor Saxby. Dritte wurde wie 1989 Ileana Salvador, die im Sommer bei den Leichtathletik-Weltmeisterschaften in Tokio Siebte in 44:09 min wurde. 
1992 gewann Alina Iwanowa Gold bei den Halleneuropameisterschaften in Genua, und Salvador gewann Silber vor Anders. Ein besonders dramatisches Finale gab es bei den Olympischen Spielen in Barcelona. In der Schlussrunde im Olympiastadion führten die beiden Chinesinnen Chen Yueling und Li Chunxiu mit rund 20 Meter Vorsprung auf Jelena Nikolajewa und Alina Iwanowa, die für die Gemeinschaft unabhängiger Staaten (GUS) antraten. Die Verfolgerinnen holten allerdings zügig auf, und insbesondere Iwanowa flog förmlich an die Chinesinnen heran. Im Ziel war Iwanowa nach 44:23 min vor Chen in 44:32 min, Nikolajewa in 44:33 min, Salvador in 44:40 min und Li in 44:41 min. Die Gehrichter hatten allerdings den Eindruck gehabt, dass die Aufholjagd einiger Geherinnen nicht den Regeln entsprach. Iwanowa und Salvador wurden wegen fehlender Bodenhaftung disqualifiziert, und Chen war Olympiasiegerin.
Bei den Hallenweltmeisterschaften 1993 in Toronto wurde letztmals das Hallengehen ausgetragen. Es gewann Nikolajewa vor Saxby und Salvador. Im selben Jahr kam Salvador bei den Weltmeisterschaften in Stuttgart einem großen Sieg so nahe wie nie zuvor. In 43:08 min lag sie im Ziel neun Sekunden hinter der Finnin Sari Essayah.
Insgesamt gewann Ileana Salvador 15 Italienische Meistertitel, davon neun im Freien. Im Nationaltrikot erreichte sie 34 Einsätze.

## Bestzeiten
- 3000 m Gehen: 11:48,24 min, 29. August 1993, Padua (Weltbestleistung Stand 2007)
- 5000 m Gehen: 20:27,59 min, 3. Juni 1989, Trient
- 10.000 m Gehen: 42:23,7 min, 8. Mai 1993, Bergen
- 10 km Gehen: 41:30 min, 10. Juli 1993, Livorno
- 20 km Gehen: 1:31:53 h, 25. September 1993, Baia Domizia